# Damsel (film 2024)
Damsel è un film del 2024 diretto da Juan Carlos Fresnadillo.

## Trama
La giovane Elodie è la principessa del regno di Inophe, una terra fredda e arida i cui abitanti vivono in modo semplice ed umile senza particolare prosperità. Nonostante il piccolo regno non sia particolarmente florido, Elodie è felice di vivere circondata dai suoi affetti e dalla sua famiglia, composta dal padre - Lord Bayford -  la sorellina Floria e la matrigna - Lady Bayford - che ha sposato il padre di Elodie in seguito alla prematura dipartita di sua madre.  
Un giorno le viene comunicato dal padre che è stata promessa in sposa al principe Henry, futuro Re del ricco e prospero regno di Aurea. Lei, per amore del suo popolo poiché conscia del fatto che una tale unione porterebbe ricchezze ad Inophe, accetta il matrimonio combinato ed insieme alla sua famiglia si mette in viaggio per raggiungere Aurea via mare.   
Giunti nello sfarzoso e lussureggiante reame, Elodie fa la conoscenza del suo promesso sposo - il principe Henry -  con cui inizialmente sembra non avere niente in comune ma, in seguito alla scoperta che ad entrambi piacerebbe esplorare il mondo fuori dai limiti imposti dai confini dei rispettivi regni, inizia a sviluppare dei sentimenti romantici.   
Tuttavia, l'atteggiamento freddo e scostante della Regina Isabelle di Aurea combinato alla riottosità del marito a rivelarle le condizioni della consegna della dote di Elodie, induce Lady Bayford a riconsiderare la sua posizione , inizialmente molto a favore, alle nozze combinate, motivo per cui cerca di convincere - invano - la sua figliastra a rompere il fidanzamento.   
Il giorno delle nozze arriva e vede una raggiante Elodie salutare la sua famiglia e pronta a iniziare una nuova vita con Henry all'insegna dell'avventura. Dopo la cerimonia, la giovane coppia viene condotta sulle montagne per celebrare un'antica cerimonia: leggenda narra, infatti, che un tempo il regno fosse stato attaccato da un feroce drago, l'ultimo della sua specie e che il primo re di Aurea, per proteggere la sua gente, fu costretto ad affrontarlo insieme al suo esercito. Purtroppo il re fu l'unico sopravvissuto e stipulò un  doloroso patto con il drago: in cambio della vita delle sue tre amate figlie, la bestia  avrebbe condiviso il regno con il sovrano. Da allora, in onore delle fanciulle sacrificate, ad ogni matrimonio reale, il futuro re e la futura regina feriscono i propri palmi con una lama e poi li uniscono in un patto di sangue, lanciando infine come tributo delle monete cerimoniali nel baratro sottostante.  
Terminata la cerimonia, Henry prende in braccio la sua novella sposa per condurla a ritroso verso il regno ma, all'improvviso, la getta nel vuoto. 
Ripresasi dalla caduta Elodie cerca di uscire risalendo la parete ma l'ingombrante vestito glielo impedisce e le sue grida di aiuto risvegliano la bestia che dimora nella grotta. Mentre entra nella caverna Elodie capisce di essere lei il sacrificio, in più nota diversi oggetti femminili sparsi che non provengono da lei, e attirata dal pianto di un uccello avvolto dal fuoco si ritrova faccia a faccia con il drago, attirato dall'odore del suo "sangue reale". Inizia così la sua fuga dalla creatura e durante la quale, un po' alla volta, Elodie si libera del suo abito nuziale per facilitare la sua fuga tra le gallerie. 
Mentre si addentra sempre di più all'interno della montagna trova degli insetti luminosi che usa per orientarsi nel buio fino a trovare una fonte d'acqua dove abbeverarsi ma in quel momento arriva il drago e solo per un colpo di fortuna riesce a rifugiarsi in una fessura. Al suo interno trova la lista di tutte le ragazze che sono venute prima di lei; stremata per la stanchezza si addormenta e ha una visione di quelle povere anime sventurate, compresa una certa Victoria che le dice "Non è vero", ma di cui non capisce il significato. Ripresasi, scopre che gli insetti luminosi che aveva raccolto possiedono una saliva con capacità rigenerative, che le permettono di far rimarginare le ferite provocate dal fuoco del drago. Esaminando la mappa incisa sulla parete riesce a orientarsi verso quella che sembra l'uscita dalla montagna convinta che Victoria sia riuscita a scappare. 
Giunta alla caverna la cui parete per l'uscita è ricoperta di cristalli taglienti Elodie inizia la sua scalata aiutata anche dalla corona di Victoria che le permette di raggiungere la cima nonostante la presenza del drago che aspetta la sua caduta. Ma anche se in difficoltà riesce ad arrivare in cima per scoprire che l'uscita non è quella che si aspettava e non c'è possibilità di scendere. Elodie sembra aver perso le speranze ma in lontananza vede delle persone dirigersi verso la montagna; purtroppo il gruppo non la sente e il drago riesce quasi a prenderla dalla fessura esterna. Sembrerebbe la fine di tutto, il drago sta per bruciarla viva ma proprio in quel momento sente in lontananza la voce di suo padre che la chiama e capisce che egli è venuto per lei. 
Lord Bayford è accompagnato da due cavalieri e da una guida, che non vuole restare un secondo di più certo della fine che ha fatto la fanciulla, ma il Re non vuole andar via senza di lei. Elodie cerca di raggiungere suo padre prima del drago e mentre riattraversa la caverna trova i resti di tre cuccioli di drago uccisi appena nati e capisce che la storia che le ha raccontato la regina era una menzogna (comprendendo anche le parole di Victoria in sogno). Il drago non attaccò il villaggio ma fu il re che profanò la sua grotta e uccise i suoi piccoli, gli ultimi della sua dinastia. Per far sì che provasse il suo stesso dolore, lo obbligò a offrirle le sue figlie finché non fossero morte. Proprio in quel momento il drago arriva, uccide i due cavalieri e sta per fare lo stesso con il re ma la bestia sente su di lui l'odore della ragazza. Questi vuole che sia lui a chiamarla per farla uscire allo scoperto ma egli invece chiede a gran voce perdono alla figlia per ciò che ha fatto: gli avevano detto che cosa comportava questo matrimonio, la sua vita in cambio dell'oro per far prosperare il suo regno; ma il senso di colpa lo stava consumando così anche a costo di morire le ordina di non venire in suo aiuto così il drago lo ferisce a morte. Quel momento rischia di farla scoprire ma fortunatamente per lei la guida, che non riuscendo a scappare si era nascosto, attira l'attenzione della bestia il tempo sufficiente da permettere a Elodie di salutare suo padre per l'ultima volta, che la esorta a raggiungere la matrigna e la sorella sulla nave per scappare, e dirgli che lo perdona. Il drago uccide la guida così Elodie ne approfitta per arrampicarsi lungo la parete da cui erano entrati e salvarsi. 
Purtroppo la vista del drago che dà fuoco alle zone intorno alla montagna mette in allarme la Regina Isabelle che decide di prendere in mano la faccenda e rapisce la piccola Floria dalla nave in partenza per fare di lei la "seconda principessa" da sacrificare. Elodie intanto si è messa al riparo e si prepara a raggiungere la nave ma Lady Bayford la raggiunge prima raccontandole cos'è successo. Non essendo disposta a perdere un altro membro della sua famiglia, Elodie si dirige in tutta fretta alla caverna dove, nonostante il principe Henry sia contrario reputando Floria troppo giovane, la regina non si fa alcuna remora a gettarla giù dal ponte. Elodie arriva al baratro e senza esitare si butta dentro per salvare sua sorella; certa che la bestia non si allontanerà da Floria, Elodie si prepara: si unge il corpo con gli insetti luminosi per evitare le scottature, si taglia i capelli, recupera la spada di suo padre per combattere e usa i resti delle armature per creare una piccola trappola per attirare il drago lontano dalla tana. Il trucco funziona e mentre la bestia si allontana Elodie aiuta sua sorella a scappare, ma invece di andare con lei resta perché è ora che anche il drago stesso sappia tutta la verità. 
Inizia uno scontro tra le due, Elodie cerca di far capire alla creatura che sono state entrambe ingannate: nessuna delle ragazze sacrificate, lei inclusa, appartengono alla famiglia reale ma glielo hanno fatto credere per non far pagare a loro il prezzo più alto. Il drago non le crede, convinto che stia mentendo. Elodie allora non ha scelta che combatterla e quando sembra essere la fine con un trucco riesce a farle rivoltare il suo fuoco contro di lei ferendola gravemente. A quel punto Elodie le mostra il taglio sulla mano spiegandole che l'odore del sangue reale che sentiva non era il suo ma dei veri responsabili. Giunta a questo punto potrebbe ucciderla ma invece le risparmia la vita e cura le sue ferite. 
Elodie torna al castello, dove si sta svolgendo il terzo matrimonio per la terza principessa da sacrificare, con Henry che tenta di giustificarsi, ed esorta la innocente fanciulla a scappare, così da evitarle lo stesso destino; poi dà a tutti i presenti la possibilità di scappare per salvarsi la vita. La regina non è intimorita dalla giovane ma questa le dice che "non è lei che deve temere" e che quella è la fine della sua dinastia. Il drago compare e finalmente dopo tanti secoli scatena la sua ira verso i discendenti dei veri responsabili, sciogliendo il patto che li univa. Henry per espiare le sue colpe accetta la morte, mentre Isabelle in un grido disperato non se ne fa una ragione, soccombendo infine incenerita. Elodie lascia il palazzo che, avvolto dalle fiamme, crolla alle sue spalle. 
Ora che è tutto finito Elodie, Floria e Lady Bayford possono tornare a casa, hanno provviste sufficienti per sostenere il regno, dove tutte insieme governeranno Inophe; in più il rapporto tra Elodie e Lady Bayford è migliore, con la ragazza che la chiama, per la prima volta, "madre". In viaggio verso casa, solcano il mare affiancati dal drago, che ha deciso di seguire Elodie.

## Produzione
Nel marzo 2020 è stato annunciato che Juan Carlos Fresnadillo avrebbe diretto il film, mentre nel novembre dello stesso anno Millie Bobby Brown si è unita al cast nel ruolo della protagonista.
Le riprese principali si sono svolte a Tomar tra il febbraio e il luglio 2022. 

## Promozione
Il primo trailer del film è stato pubblicato il 12 novembre 2023.

## Distribuzione
Inizialmente prevista per il 13 ottobre 2023, la distribuzione del film sulla piattaforma Netflix è stata posticipata all'8 marzo 2024.